# Endasys monticola
Endasys monticola är en stekelart som först beskrevs av Dalla Torre 1902.  Endasys monticola ingår i släktet Endasys och familjen brokparasitsteklar. Inga underarter finns listade i Catalogue of Life.